# Central Park (Washington)
Pour les articles homonymes, voir Central Park.
Central Park  est une census-designated place américaine de l'État de Washington dans le comté de Grays Harbor. 
La population était de 2 841 habitants en 2020.